# Alain Van Goethem
Alain Van Goethem (Aalst, 10 december 1971) is een Vlaams acteur. Hij speelde onder meer in Meester, hij begint weer!, Wittekerke, Familie en de film Kassablanka.
Alain studeerde aan The Lee Strasberg Theatre Institute in Londen en in Los Angeles.

## Televisie
- in aflevering “Arne” van de serie Vermist. VT4 - 2010
- Dirk Renkens in aflevering 6.8 “In de fout” van de serie Witse. (Reg.: Koen Verweirder) VRT 2009
- Ludovic in “Vallende Sterren” aflevering 11.4 van de serie Spoed (Reg.: Jos Dom) (Prod.: Studio A) 2007
- Patrick Konings in L'autre een kortfilm van Johannes Sneyers met Bert Cosemans 2007
- Tony Cannaerts in aflevering 4.3 van de serie Witse. (Reg. Vincent Rouffaer) (VRT) 2006
- Tim De Waele, in aflevering 2.8 van de serie Rupel. (Reg.: Renaat Coppens) (Prod.: Conception) 2006
- Frank Moons, advocaat in Familie. (Prod.: Studio A) 2006
- Pascal(e) in sketch van “Dubbel Geboekt” voor Chris & Co. (Reg.: David Ottenburgh) (Prod.: DED's it Productions) 2005
- Man verloofd koppel in aflevering 1883, 1885 & 1886 van Thuis (VRT) 2005
- Reporter in aflevering 8.1 van de serie Spoed. (Reg.: Jean-Paul Van Steerteghem) (Studio A) 2005
- Deathleff, in afleveringen 118, 120, 121, 122 en 123 van de serie Spring. (Reg.: Christophe Ameye) (Prod.:  Studio 100) 2004
- Jean-Baptiste de Vree in aflevering 2 van De Wet volgens Milo. (Reg.: Johan Nijenhuis) (Prod.: NL Films) 2004
- Reporter (Desire Naessens) in sketch van Schampers voor “Chris & Co”. (Reg.: David Ottenburgh) (Prod.: DED's it Productions) 2004
- Graffitispuiter in aflevering 5 van de politieserie “Zone Stad”. (Reg. Wim Feyaerts) (Studio A) 2003
- Pino, pizzaboy, in de aflevering “Goudkoorts” van de serie “"Café Majestic" (RV Productions)  (Reg.: Ronnie Commissaris) 2002
- Pedro, Colombiaanse terrorist, in 4 afleveringen van de soap “Familie” (Studio A) 2002
- Eddy Schelpe in de serie Wittekerke (Reg.: Tom De Cleyn & Renaat Coppens) (D&D Productions) 2002
- Eddy Schelpe in de serie Wittekerke (Reg. Wim Feyaerts & Tom De Cleyn) (D&D Productions) 2001
- Alexander, Macedonische vluchteling, in de aflevering "Mensensmokkel" van de serie Spoed. (Reg.: Jean-Paul Van Steerteghem) (Studio A) 2001
- Rik Dillen, fotograaf, in aflevering 36 van de serie Spoed. (Studio A) 2000
- Brussels Footman, in “Victoria & Albert” mini-serie. (Reg.: John Erman) (Alahoo FilmProduction, Londen) 2000
- Jaak, in aflevering 34 van de serie “W817”. (Reg.: Pietje Horsten) (VRT) 2000
- Verschillende typetjes in quickies voor “De Jacques Vermeire Explosion”  (Reg.: Wim Feyaerts)  (D&D Productions) 2000
- Gevangene in sketch voor het programma “Brussel Nieuwsstraat”. (VRT) 1999
- Procureur van Rechtszaal van de moord op Amelie in "Familie" (Prod.: Studio A ) 2018
- Verschillende typetjes in quickies voor “De Jacques Vermeire Show” (Reg.: Wim Feyaerts) (D&D Productions) 1999
- Tom, liefje van Tinneke in aflevering “Roomservice” van de serie “De Kotmadam”. (Reg.: Wim Feyaerts) (RV Productions) 1998
- Verschillende typetjes in quickies voor “De Jacques Vermeire Show” (Reg.: Wim Feyaerts )(D & D Productions) 1998
- Alex François, wapenhandelaar, in aflevering 36 van de serie “Heterdaad” (Reg.: Anne Ingelbrecht) (Prod.: VRT) 1998
- Andy Devries, homo BV, in "Dode Rambo” aflevering 5 van de serie “Recht op Recht”.  (Reg.: Eric Taelman)  (Prod.: VRT) 1998
- Bobo, Oekraïens matroos, in het Vladi-Vostock Incident, aflevering 63 & 64 van de serie Interflix (Reg.: Guy Lavingne) (Prod.: VRT) 1997
- Alwin, fotograaf, in aflevering 11, 12 & 13 van de serie Fort Alpha 2.   (Reg.: Peter Gorissen) (Belbo Films & ID TV, Nederland) 1996
- Simon, yuppie, in aflevering 172 van de serie Wittekerke. (Reg.: Frank Devos)  (D&D Productions) 1996
- Dominique, assistent van juwelier De Coster, in aflevering 3 en 4 van de serie “Diamant”.   (Reg.:Jean-Pierre De Decker)  (Independent Productions) 1996
- Geert, F-16-piloot, in “Pampa Souvenirs”, in  “Windkracht 10”.   (Reg.: Freddy Coppens)  (Multimedia-VRT-TROS-Canal +Production) 1995
- Maurice, makelaar, in “Opa’s Huwelijk”,  aflevering 5 van de serie “U Beslist”.  (Reg.: Yves Salaets)  (D&D Productions) 1995
- Egyptenaar in aflevering 17 van de serie “Ons Geluk”. (Reg.: Frank Van Mechelen) (D&D Productions) 1995
- Steven Coninck, student, in aflevering 1 en 4 van de serie Personal Upgrade.  (Reg.: Danny Deprez)  (Prod.: VRT & Testbeeld) 1992
- Klein rolletje in de pilotaflevering van Bex & Blanche. (Reg.: Peter Simons)  (D&D Productions) 1992
- Diego in zeven afleveringen van Meester, hij begint weer!. (Reg.: Robbe de Hert) (VRT) 1989

## Langspeelfilm
- Bas in “Halloween Night Ride” (Reg.: Frank Herrebout) (Prod.: Roxy Movies, Amsterdam) 2008
- Reginald van Loveren in “Make-Up” (Reg: Georges terryn) (Prod.: Never Fear Shadows) 2008
- Franse arts in “Wolfsbergen” (Reg. Nanouk Leopold) (Prod.: Circe Films, Amsterdam) 2007
- Receptionist in “Dennis P.” (Reg.: Pieter Kuijpers) (Prod.: Pupkin Films, Amsterdam) 2007
- Barman in de film “Suspect” (Reg. Ivan Boeckmans & Guy Lee Thys) (Prod.: Fact & Fiction) 2005
- Nico Fazzi in de film “Kassablanka” (Reg.: Ivan Boeckmans & Guy Lee Thys) (Prod.: Fact & Fiction) 2002
- Echte Dieter in "Alias"  (Reg.: Jan Verheyen) (Prod.: Another Dimension of An Idea) 2001
- Bullebak, in de film “Team Spirit”. (Reg.: Jan Verheyen) (Favourite Films, België) 2000
- Betoger in de film “Osveta”. (Reg.: Jan Hintjens) (Nieuw Media Produkties) (Co-production: Belgium-France-Macedonia) 1999
- Zanger in Green Room in de film “Iedereen Beroemd” (Reg.: Dominique Deruddere)  (Otomatic Productions) 1999
- Student in de film “Alles Moet Weg”. (Reg.: Jan Verheyen) (Favourite Films) 1996
- Mathiaz Jesus, Zuid-Amerikaanse gevangene, in “Dagen, maanden, jaren”, Lolamoviola  televisiefilm voor de VPRO. (Reg.: Bie Boeykens)  (VPRO) (Silver FIPA-award best fiction 1997) 1996
- Gigi, tuinman, in de film “She Good Fighter”. (Reg.: Mark Punt)  (Independent Productions) 1995
- Leerling in Robins klas in  “Blueberry Hill”.  (Reg.: Robbe de Hert) (Independent Productions) 1988